# Eriocaulon alpestre
Eriocaulon alpestre är en gräsväxtart som beskrevs av Joseph Dalton Hooker, Thomas Thomson och Friedrich August Körnicke. Eriocaulon alpestre ingår i släktet Eriocaulon och familjen Eriocaulaceae. Inga underarter finns listade i Catalogue of Life.